# Piyaphong Pathammavong
Piyaphong Pathammavong (nacido el 8 de septiembre de 1998)  es un futbolista laosiano que juega como defensor.

## Equipos
| Años      | Equipo               |
| --------- | -------------------- |
| 2015-2016 | Young Elephants FC   |
| 2017-2018 | Lao Toyota           |
| 2019      | Vientiane            |
| 2020      | Lao Toyota           |
| 2022-     | Muanghat United F.C. |